# Antoine de Brichanteau
Antoine de Brichanteau, marquis de Nangis, (6 avril 1552-9 août 1617) est un homme de guerre français nommé amiral de France en 1589.

## Biographie
Antoine de Brichanteau, marquis de Nangis, chevalier des ordres du Roi, Amiral de France, colonel du régiment des Gardes françaises, est né le 6 avril 1552 du mariage de Nicolas de Brichanteau, seigneur de Brichanteau, de Beauvais-Nangis, de Gurcy, etc. chevalier de l'ordre du Roi et de Jeanne d'Aguerre.
Il est fait gentilhomme ordinaire de la chambre du duc d'Anjou le 11 mars 1569, guidon de la compagnie du grand prieur de France, et se trouve au siège de Mussidan, à la bataille de Moncontour et au siège de Saint-Jean d'Angely lors de la troisième guerre de Religion.
Il suit Charles duc de Mayenne contre les Turcs en 1570 et fait hommage par procureur le 2 juillet 1573 de la terre d'Orienville, et le 2 octobre suivant de celle de Brichanteau. Sur la fin de 1573, il part avec le duc d'Anjou, (le futur roi de France Henri III), élu roi de Pologne, et après la mort du roi Charles IX, il contribue à faire repasser le roi de Pologne en France en rompant par son ordre un pont de bois qui séparait la Pologne de la Moravie. Il est fait mestre de camp et colonel d'un régiment de dix enseignes d'infanterie Française, par commission du 30 juin 1575 qui se distingua sous le nom de régiment de Brichanteau, dans un combat qui se donna la même année contre les lansquenets et les reîtres, près de Boiscommun en Orléanais.
 Dans un combat près Dormans, il fait prisonnier de guerre un comte allemand.
En 1576, le roi de France lui donna le régiment des Gardes françaises, devenu vacant par la mort de Louis de Béranger, seigneur du Guast.
En 1577 il est premier mestre de camp des Bandes françaises. Il conduit son régiment de Picardie en Poitou, pour y servir dans l'armée commandée par Charles duc de Mayenne, duquel ayant pris les ordres il force en plein jour la petite ville de Melle en Poitou, alors pleine de Religionnaires puis met le siège devant Brouage durant lequel, il repousse avec son régiment joint aux Suisses, les assiégés jusques dans la ville, après une sortie qu'ils avaient faite.

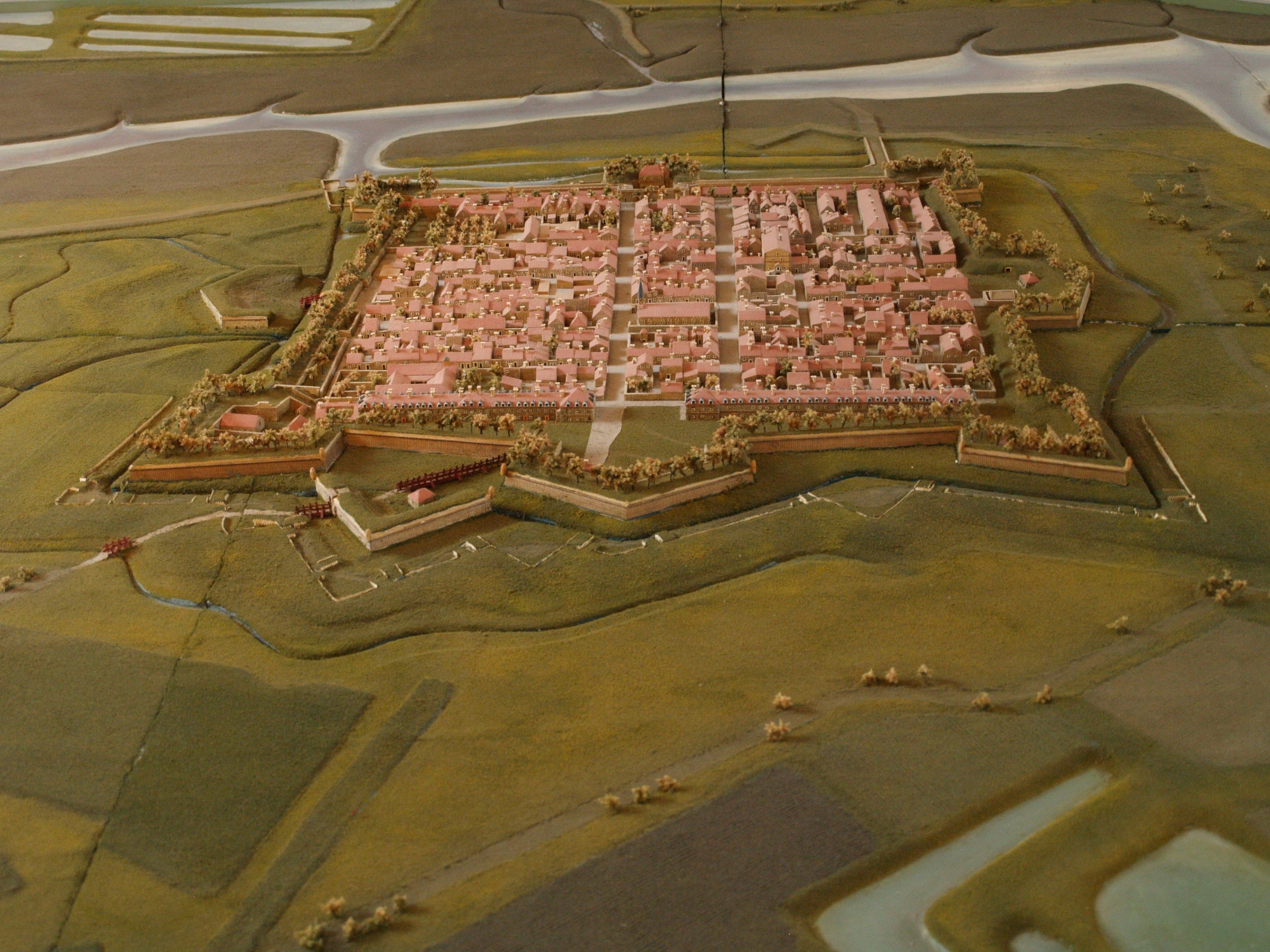
Place forte de Brouage - maquette de Brouage au XVIIe siècle.

En mars 1579, il est envoyé comme ambassadeur vers le roi de Portugal, Henri Ier puis fait conseiller d'état le 14 juillet suivant.
En 1581, il se démit de sa charge de mestre de camp du régiment des Gardes françaises.
Pendant la journée des Barricades, le 12 mai 1588 durant la huitième guerre de Religion, il est chargé du commandement des troupes postées au cimetière Saint-Jean-en-Grève. Il est désigné par le roi de France, Henri III pour assister aux états généraux de Blois, et nommé député de la noblesse du bailliage de Melun, il est pourvu de la charge d'Amiral de France par lettres données à Blois le 20 février 1589 dans lesquelles le roi le qualifie « son cher et bien aimé cousin ». Il prêta serment le 18 mars suivant, et prit séance en cette qualité au parlement.

Après la mort du roi Henry III, il s'attache à son successeur, le roi Henri IV en  se rendant avec lui au siège de Paris, à la tête de 120 gentilshommes, où il est mis dans le régiment du comte de Soissons, avec lequel il participe aux sièges de Chartres, de Rouen (1591), etc. et accompagna le roi dans tous ses voyages de 1590 à 1592 à la tête d'une compagnie de gendarmes qu'il entretenait à ses frais.
Le 2 janvier 1592 il est nommé chevalier des ordres du Roi et se démit la même année de la charge d'Amiral de France et refusa l'ambassade de Rome et le gouvernement de Bourbonnais.
Il suivit le roi au siège de La Fère et est proposé, après la mort du marquis François d'Espinay de Saint-Luc, pour être gouverneur du dauphin Louis. Le 17 octobre 1610 il assista au sacre du roi Louis XIII à Reims et obtint au mois de novembre 1612 des lettres portant union et érection de ses terres en marquisat, sous le nom de marquisat de Nangis.
Il fut député de la noblesse du bailliage de Melun pour les états généraux tenus à Paris en 1614. 
Il décède le 9 août 1617 dans son château de Nangis.
Marié à Antoinette de La Rochefoucault, il est le père de Philibert de Brichanteau et de Benjamin de Brichanteau.

## Famille
Antoine de Brichanteau est le fils de Nicolas de Brichanteau et de Jeanne d'Aguerre.

Il se marie par contrat du 19 février 1577 avec Antoinette de la Rochefoucaud, dame de Linières, fille de Charles de La Rochefoucauld, seigneur de Barbesieux, chevalier des ordres du Roi, et de Françoise Chabot. Elle eut en dot 30 000 livres, avec la baronnie de Linières, évaluée 4 000 livres tournois de rente, et rachetable à la volonté de ses père et mère pour le prix de 100 000 livres. Elle décède le 5 mai 1627.
Antoine de Brichanteau et Antoinette de la Rochefoucaud eurent 14 enfants :
- Antoinette de Brichanteau, mariée en 1614 à Renaud de la Roche-Aymon, baron de Bermond et de Magnac, décédée en mars 1669.
- Lucie, ou Julie de Brichanteau, qui épousa par contrat du 6 février 1618 Claude du Régnier, baron de Guerchy.
- Henry de Brichanteau, né le 13 novembre 1578, mort jeune.
- Charles de Brichanteau, né le 28 juillet 1579, mort jeune.
- Antoine de Brichanteau, né le 12 avril 1580, mort aussitôt après sa naissance.
- Nicolas de Brichanteau marquis de Nangis, baron de Charenton, de Meillan, etc., né en 1584, mort en 1654.
- Jean de Brichanteau, né le 3 août 1584, mort jeune.
- Philippe de Brichanteau, baron de Linières, né le 23 juillet 1587. Capitaine de 50 hommes d'armes, et des Suisses de Gaston de France, duc d'Orléans, il eut commission de capitaine d'une compagnie de 60 hommes de guerre à cheval le 21 février 1617. Il avait une pension de 1 500 livres sur l'épargne, qui lui fut confirmée par lettres du 10 décembre 1629. Il avait eu en partage la terre de Linières, avec celle de Rezé et du Thené, suivant la transaction qu'il passe avec son frère aîné en 1625. Il reprend son château de Linières sur celui qui s'en était emparé pendant les troubles des Guéridons et mourut à Paris le 2 mars 1639. Son corps fut porté à Linières, son cœur à Nangis, et ses entrailles inhumées dans la chapelle de Notre Dame-de-Lorette en l’église du Temple à Paris[7]. Il se maria par contrat du 26 mars 1613 avec Claude de Meaux de Bois-Boudran, fille de Claude de Meaux, seigneur de Bois-Boudran et de Boyer en Brie, écuyer de la grande écurie du Roi, gouverneur de Montereau, et de Catherine d'Elbene. Elle était née le 10 novembre 1596 et mourut le 16 avril 1584 suivant son épitaphe en l’église de Fontenailles-en-Brie.

Ils eurent 1 fille, Françoise-Marie de Brichanteau, qui mourut jeune, sans avoir été mariée, le 20 mars 1552 et qui fut enterrée au Temple à Paris.
- François de Brichanteau, mort le 29 décembre 1656 baron de Gurcy, seigneur de Benegon, et fils puîné d'Antoine de Brichanteau, marquis de Nangis, Amiral de France, qui créa la branche de Gurcy.
- Benjamin de Brichanteau né le 10 septembre 1585 et mort le 14 juillet 1619, abbé de Barbeau, de Sainte-Geneviève de Paris, évêque titulaire de Philadelphie-en-Arabie[8], est le coadjuteur de son oncle Geoffroy de Billy et lui succède comme évêque-duc de Laon (1612-1619) et pair ecclésiastique de France[9].
- Philibert de Brichanteau né le 25 juillet 1588 et mort le 22 décembre 1652, abbé de Saint-Vincent de Laon, évêque-duc de Laon (1621-1652)[10], député à l’assemblée du clergé à Fontenay-le-Comte.
- Alfonse de Brichanteau, est présenté dans l'ordre de Saint-Jean de Jérusalem au grand prieuré de France en 1624[11] et est tué à la prise de Sainte-Maure en Barbarie[12] le 26 mai 1625 suivant l'épitaphe que le marquis de Nangis fit faire pour lui à Nangis en 1633.
- Charles de Brichanteau, fit ses preuves au grand prieuré d'Auvergne de l'ordre de Saint-Jean de Jérusalem le 27 juillet 1610 et elles furent reçues le 24 juillet 1611[11]. Il fut tué au combat, le 26 juin 1626 lors d'un combat près de Saragouse entre les galères de l'Ordre où il servait, et les galiotes de Bizerte, suivant le monument que le marquis de Nangis son frère lui fit faire à Nangis en 1633.
- Antoine de Brichanteau, abbé de Barbeau en 1625 et d'Ecurey en 1631. Il meurt en octobre 1638. Il laisse un fils naturel nommé La Coudraye, qui vivait au château de Nangis en 1648.

### Sources et bibliographie
- Histoire généalogique et chronologique de la maison royale de France, Tome 7, page 887 et suivantes.